# Чеченская литература

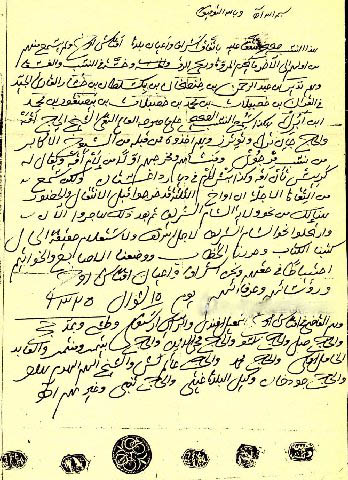
Самобытная форма чеченского литературного творчества — тептар (1907 год).

Чеченская литература (чечен. Нохчийн литература) — литература на чеченском языке, либо написанная чеченскими авторами на некоторых других языках. Зародилась на основе извне проникающих на Северный Кавказ христианских, а позднее исламских богословных текстах, а также местного многообразного фольклора — устного народного творчества, в котором столетиями оттачивалась философская мысль, язык, художественные образы и символы вайнахов. Иногда, вместе с ингушской литературой, объединяется в одну литературную общность, в связи с близостью языков и сходством исторических судеб этнически родственных народов — чеченцев и ингушей.
Литература созданная посредством чеченской письменности начала своё существование с 1925—1927 годов, когда было введено это письмо, изначально на основе латиницы, позднее кириллицы.

## Истоки
Истоками возникновения художественной литературы в Чечне является богатое устное народное творчество — «Нартский эпос», народные песни, предания, сказки. На местный фольклор оказали влияние исторические процессы пережитые вайнахами, а также взаимосвязи с другими кавказскими художественными традициями. В грузинских источниках есть упоминания о переписке на грузинском языке между вайнахскими старейшинами и грузинскими царями. В последующее время, в связи с распространением другой религии — ислама, местных интеллектуалов устраивала приверженность к арабской средневековой культуре с её богатой мусульманской литературной традицией и арабской графикой. Появление на территории нынешней Чечни первых образцов письменной литературы на арабском языке относится к концу XV века.
Самобытными формами чеченской литературы можно считать первые фамильные хроники этого народа — тептары — исторические тексты, в которых излагалась история и генеалогия определённой семьи-рода (тайпа) в течение длительного времени, а также наиболее важные события в жизни тайпа и общества. Согласно фольклорным материалам, эти записи делались на коже, на дереве и на камне (см. «Чеченская письменность»).

## Появление письменности
С распространением в регион проживания чеченцев влияния Российской империи, часть их начала ориентироваться и на русскую культуру. К периоду смены политического строя в России (революция 1917 года), ещё шёл процесс формирования собственно чеченцев, как отдельного народа восточных вайнахов. Череда войн и конфронтаций привела к тому, что высокую национальную культуру среди этого выделившегося народа надо было создавать заново — в этот период у чеченцев не существовало ни своего письменного языка, ни высокой литературы на этом языке. Интенсивная разработка местного литературного языка началась после введения латиницы в 1925—1927 годах. Эти реформы, а также введение всеобщего начального образования в СССР в 1930 году, способствовали быстрому росту чеченской интеллигенции. В 1929 году открылись первые два педучилища, готовившие чеченских учителей в Грозном, в сентябре 1938 года в городе появился свой собственный педагогический институт с тремя факультетами: физико-математическим, историческим и филологическим. Однако в связи с массовыми сталинскими репрессиями, к концу 1938 года Чечено-Ингушская АССР лишилась практически всего своего образованного слоя и в дальнейшем по уровню образования чеченцы, как и ингуши, отставали от многих других северокавказских народов.

## Советский период
Основоположником чеченской советской литературы стал Саид Бадуев, автор первой чеченской повести «Голод». В конце 1920-х — начале 1930-х годов им были написаны различные рассказы, пьесы и роман посвящённый проблеме эмансипации женщин — «Петимат». Широкую известность в эти годы приобрело творчество поэтов и писателей Саидбея Арсанова (роман «Два поколения»), Шамсуддина Айсханова, А. Дудаева, Арби Мамакаева, Магомеда Мамакаева, Нурдина Музаева, Ахмада Нажаева, Халида Ошаева, Ибрагим-Бека Саркаева и других.
В период сталинских репрессий был нанесён огромный ущерб развитию чеченской литературы — в отношении талантливых литераторов были возбуждены многочисленные дела по обвинению в контрреволюционной деятельности, а во время депортация чеченского народа (1944—1957 годы) была прекращена публикация произведений на чеченском языке.
После возвращения основной массы чеченцев из ссылки, в период 1960-х — 1980-х годов, в чеченской литературе начинает главенствовать проза, прежде всего исторический роман — «Когда познается дружба» (С. А. Арсанов), «Мюрид революции», «Зелимхан» (М. А. Мамакаев), «Республика четырёх правителей» (Шима Окуев), «Долгие ночи», «Молния в горах» (Абузар Айдамиров), «Пламенные годы» (Х. Ошаев), «Корень счастья» (Марьям Исаева). Современной проблематике посвящены повести и романы Нурдина Музаева, Магомед Мусаева, Д. Дадашева, У. Ахмадова, Хамзата Саракаева и других, заметным явлением стала поэзия А. Ш. Мамакаева, Н. Музаева, З. Муталибова, Х. Эдилова и других. Большой вклад в чеченскую драматургию внесли Абдул-Хамид Хамидов, Х. Ошаев, М. Мусаев, Н. Музаев, Б. Саидов, У. Ахмадов, Л. Яхъяев, Руслан Хакишев и другие. В начале 1990-х годов увидел свет роман Магомета Сулаева «Горы слышат, но молчат», посвящённый трагической теме депортации чеченского народа.
В 1980-х — начале 1990-х годов в чеченскую литературу приходит новое поколение поэтов (Хусейн Сатуев, Шаид Рашидов, Саид Гацаев, Зелимхан Яндарбиев, Зайнди Байхаджиев, Ильман Юсупов, Апти Бисултанов, Шарип Цуруев и другие) и прозаиков (Муса Ахмадов, З. Абдуллаев, Саид-Хамзат Нунуев, Муса Бексултанов, Сайд-Хасан Кацаев и другие).